# Ханка
Ханка је југословенски филм из 1955. године. Режирао га је Славко Воркапић, а сценарио је писао Исак Самоковлија.

## Радња
Ромкиња Ханка заљубљена је у поносног и амбициозног Рома Сејду, који у планини израђује дрвени угаљ.
Богати сеоски старешина, церибаша Ахмед, жели да се Ханка уда за његовог сина Мушана. Кад то Ханка одбије, церибаша организује отмицу, али Сејдо успе да је спаси и ускоро се венчају. Да се освети Сејди, церибаша подмити шумара који забрани Сејди рад у планини. Огорчени Сејдо запали церибашину ковачницу због чега доспе у затвор.
По изласку из затвора не може се нигде запослити али га запосли богата Ханкина Ајкуна на свом имању која га приволи да јој буде љубавник...

## Улоге
| Глумац                 | Улога                     |
| ---------------------- | ------------------------- |
| Мира Ступица           | Ајкуна                    |
| Михајло Мрваљевић      | Мусан                     |
| Јован Милићевић        | Сејдо                     |
| Вера Греговић          | Ханка                     |
| Сафет Пашалић          | пропали бег               |
| Карло Булић            |                           |
| Фран Новаковић         |                           |
| Дејан Дубајић          | слуга                     |
| Јелена Кесељевић       | мајка                     |
| Васо Косић             | церибаша                  |
| Предраг Лаковић        |                           |
| Миливоје Поповић Мавид | капетан                   |
| Александар Стојковић   |                           |
| Јован Гец              | Продавац накита на Базару |
| Драгутин Тодић         | управник имања            |
| Каја Игњатовић         |                           |
| Павле Кович            |                           |
| Олга Нађ               |                           |
| Нада Урбан             |                           |
| Миле Пани              |                           |

Комплетна филмска екипа ▼
| Редитељ                   | Славко Воркапић    |                                                    |
| Сценариста                | Марко Марковић     | (писац дијалога)                                   |
| Сценариста                | Исак Самоковлија   | (новела)                                           |
| Сценариста                | Славко Воркапић    |                                                    |
| Композитор                | Илија Маринковић   |                                                    |
| Директор фотографије      | Миленко Стојановић |                                                    |
| Монтажер                  | Славко Воркапић    |                                                    |
| Сценограф                 | Драгољуб Лазаревић |                                                    |
| Уметнички директор        | Властимир Гаврик   |                                                    |
| Костимограф               | Драгољуб Лазаревић |                                                    |
| Одсек за шминку           | Шукрија Шаркић     | шминкер (као шуцо Саркић)                          |
| Менаџер продукције        | Владимир Ђурковић  | директор филма                                     |
| Менаџер продукције        | Мони Финци         | директор филма                                     |
| Менаџер продукције        | Славко Кајтаж      | директор филма                                     |
| Помоћник режије           | Никола Ђурђевић    | трећи помоћник редитеља                            |
| Помоћник режије           | Пјер Мајхровски    | други помоћник редитеља                            |
| Помоћник режије           | Сава Мрмак         | први помоћник редитеља                             |
| Одсек за звук             | Љубомир Петек      | тон мајстор                                        |
| Одсек за камеру и расвету | Иван Белац         | пратилац камере                                    |
| Одсек за камеру и расвету | Стево Ландуп       | пратилац камере                                    |
| Одсек за камеру и расвету | Ранко Станишић     | пратилац камере                                    |
| Одсек за камеру и расвету | Славко Воркапић    | сниматељ                                           |
| Одсек за монтажу          | Зора Бранковић     | асистент монтажера (као Зора Бранковић—Маркановић) |
| Одсек за монтажу          | Владимир Добровић  | асистент монтажера                                 |
| Музички одсек             | Владимир Добровић  | музички уредник                                    |
| Музички одсек             | Иван Слајчер       | диригент                                           |
| Остала екипа              | Даринка Петек      | секретар режије (као Сека Петек)                   |
| Остала екипа              | Меша Селимовић     | лектор                                             |
| Остала екипа              | Олга Сковран       | кореограф                                          |